# 上空胸罩
上空胸罩是女性情趣內衣的一種。設計上將全罩杯胸罩捨去3/4，比起胸罩本來的支撐乳房功用，重視的是裝飾的效果。
一般的上空胸罩只支撐著下乳部分，令胸部更為向前突顯。由於乳房的乳頭部分外露，搭配胸部開敞的服裝或不同的配件，能夠強調開放感與性感層面。乳頭部分亦可用胸貼作為遮掩。

## 相關項目
- 內衣
- 女性情趣內衣
- 胸罩
- 上空